# Albert Henry Munsell
Profesorul Albert Henry Munsell (n. 6 ianuarie 1858, Boston, Massachusetts, SUA – d. 28 iunie 1918, Massachusetts, SUA) a fost un pictor american, renumit prin peisajele marine și portretele pictate, un profesor de artă și inventator al unuia dintre primele sisteme de culori (spații de culoare) și anume sistemul de culori Munsell (folosit pe scară largă și în prezent). 
A studiat pictura în Europa în perioada de glorie a impresionismului, fără să fi fost marcat de acest curent, dovadă stând operele sale de mai târziu (ex. pictura în ulei a lui Helen Keller, din 1892). Întors în țară, a lucrat ca profesor la Școala Normală de Artă Boston. În acea perioadă, la sfârșitul secolului al XIX-lea, Albert Munsell a fost conștient de faptul că nu există, practic, o teorie despre culoare. Din propria sa muncă și experimente, el a dezvoltat sistemul ce îi poartă numele.
Sistemul de notare a culorilor propus de Munsell a fost prezentat în lucrarea “A Color Notation” („O Notație a Culorii”) publicată în 1905 și dezvoltat în “Atlas of the Munsell Color System” („Atlasul Sistemului de Culori Munsell”) publicat în 1915, la care s-a adăugat “A Grammar of Color: Arrangements of Strathmore Papers in a Variety of Printed Color Combinations According to The Munsell Color System” publicată postum în 1921.
Faima lui Munsell se datorează inventării sistemului de culori ce îi poartă numele. Acest sistem de culori pornește de la o notare a culorilor prin trei variabile: nuanța (hue), valuarea (value) și croma (chroma). În acest sistem, „nuanța” este reprezentată prin cinci culori de bază și anume: roșu (Red), galben (Yellow), verde (Green), albastru (Blue) și violet (Purple), la care se adaugă culorile complementare portocaliu (YR - yellow-red), verde-gălbui (GY - green-yellow), albastru-verzui (BG - blue-green), violet-albăstrui (PB - purple-blue) și roșu-purpuriu (RP - red-purple);
fiecare dintre aceste culori împart în 10 trepte (de la 1 la 10) ce determină tranziția dintre ele (de ex. pentru roșu avem 1R, 2.5R,... 10R). Valuarea (luminozitatea culorii) și croma (puritatea culorii) sunt reprezentate prin scări de valori numerice, astfel: valoarea este dată prin numere de la 0 (negru) la 10 (alb) și croma prin numere de la 1 până la 26, sau chiar până la 30 (în anumite situații foarte rare, ne întâlnite în practica curentă).
Prin 1912 a început să lucreze pentru a atrage atenția la nivel mondial. În primăvara anului 1914, el a fost invitat să prezinte această invenție la reuniunile societăților științifice din Anglia, Franța și Germania. Deși a contractat o severă răceală, el nu a fost dispus să anuleze nici una din prelegerile sale. A fost întâmpinat de un public entuziast atât la Londra, cât și la Paris sau Berlin.
Acest sistem de ordonare și notare a culorilor a fost acceptat rapid pe scară largă atât de comunitatea științifică cât și de oamenii de afaceri. Sistemul de culori propus de Munsell a fost larg acceptat pe plan internațional și a servit drept fundament pentru multe alte sisteme de culori cum ar fi CIE XYZ, CIE L*a*b* (CIELAB), CIExyY etc. 
În 1917, Munsell înființează Munsell Color Company. 
Fiul său, A.E.O. Munsell, continuă popularizarea sistemului de culori Munsell și după moartea tatălui său.